# Квасов Володимир Ілліч
Володимир Ілліч Квасов (нар. 16 лютого 1934, село Вороново, тепер Карачаєвський район, Брянська область, Російська Федерація) — український діяч, інженер, генеральний директор виробничого об'єднання «Ворошиловградський (Луганський) тепловозобудівний завод імені Жовтневої революції». Народний депутат України 1-го скликання.

## Біографія
Освіта вища. Закінчив Ворошиловградський машинобудівний інститут, інженер-механік.
Член КПРС з 1960 року.
У 1961—1974 роках — майстер, старший майстер, заступник начальника, начальник інструментального цеху, начальник цеху тракторних запчастин, секретар партійного комітету КПУ Ворошиловградського тепловозобудівного заводу імені Жовтневої революції.
У 1974—1983 роках — 1-й секретар Жовтневого районного комітету КПУ міста Ворошиловграда.
У 1983—1987 роках — голова комісії партійного контролю Ворошиловградського обласного комітету КПУ.
У 1987—1994 роках — генеральний директор виробничого об'єднання «Ворошиловградський (Луганський) тепловозобудівний завод імені Жовтневої революції».
Народний депутат України 12 скликання з березня 1990 (2-й тур) до квітня 1994, Ватутінський виборчий округ № 51, Луганська область. Член Комісії у питаннях законодавства і законності. Член групи «Промисловці».
З 1994 року — на пенсії у місті Луганську.

## Нагороди
- орден Жовтневої Революції
- орден Трудового Червоного Прапора
- орден «Знак Пошани»
- орден «За заслуги» ІІІ ст. (.08.1997)[3]
- медалі